# Combava
Citrus hystrix
Espèce
Classification phylogénétique
Combava est le nom du Citrus hystrix, agrume de l'ex-sous-genre Papeda. Il désigne l'arbre, le fruit et l'aromate.
Le nom combava (ou cumbava, cumbaba, makrut, citron combera, combawa) provient des anciennes cartes maritimes où l'île indonésienne de Sumbawa, à l’est de Bali dans l'archipel de la Sonde (mer des Moluques), est nommée Combava par les marins occidentaux,. L'arbre est originaire de ces îles. On le retrouve parfois sous le nom de citron kaffir - terme utilisé en anglais - notamment lorsque l'on désigne ses feuilles.

## Historique
Le premier, G. E. Rumphius (1628-1702) a dessiné un combava en provenance d'Amboine (Indonésie). Pierre Sonnerat (1748-1814) en a collecté des spécimens en 1771-1772  et il figure dans  l'Encyclopédie Méthodique de Lamarck (1796). Le portugais utilise également le mot combava (Amboine était portugaise au XVIe siècle) pour désigner la plante et son fruit.

La plante a été introduite à l'île Maurice, par Pierre Poivre à la fin du XVIIIe siècle. En 1808, M. Rolland pépiniériste à Nîmes l'achète à un capitaine de navire qui l'avait apportée de l'Ile de France. Elle figure au catalogue du jardin botanique de Montpellier de 1813 où Augustin de Candolle mentionne sa provenance. Il la décrit sans en voir la floraison sous le nom de Citrus hystrix ainsi que le rapporte Ernst Gottlieb von Steudel en 1821,,,. En 1819 Loiseleur Deslongchamps donne une description dans le tome 7 du Nouveau Duhamel :

« C. Histrix Decand. Catal. hort. Monsp. Les rameaux sont armés d’épines nombreuses, longues, dures et piquantes. [ ] le fruit, de la grosseur d’un petit citron, a presque la forme d’une poire. Son écorce est épaisse, d’un jaune pâle, bosselée, avec des cavités profondes. La chair est excellente, très parfumée. Cette espèce est cultivée en Ile-de-France, où l’on en fait des haies qui sont de bonne défense. On emploie le fruit à faire des confitures délicieuses. Il y a une vingtaine d’années que cet arbre a été introduit en France par un amateur qui en avait conservé un seul fruit qu’il donna à son neveu M. Rolland Complan, de Nimes, qui en sema les graines. Celles-ci levèrent toutes assez bien; mais le jeune plant fut long-tems sans produire de fleurs, puisqu'un seul sujet n’a fleuri que douze ou quinze ans après. On en cultive un pied au Jardin du Roi ; il y a été envoyé par M. Audibert. »

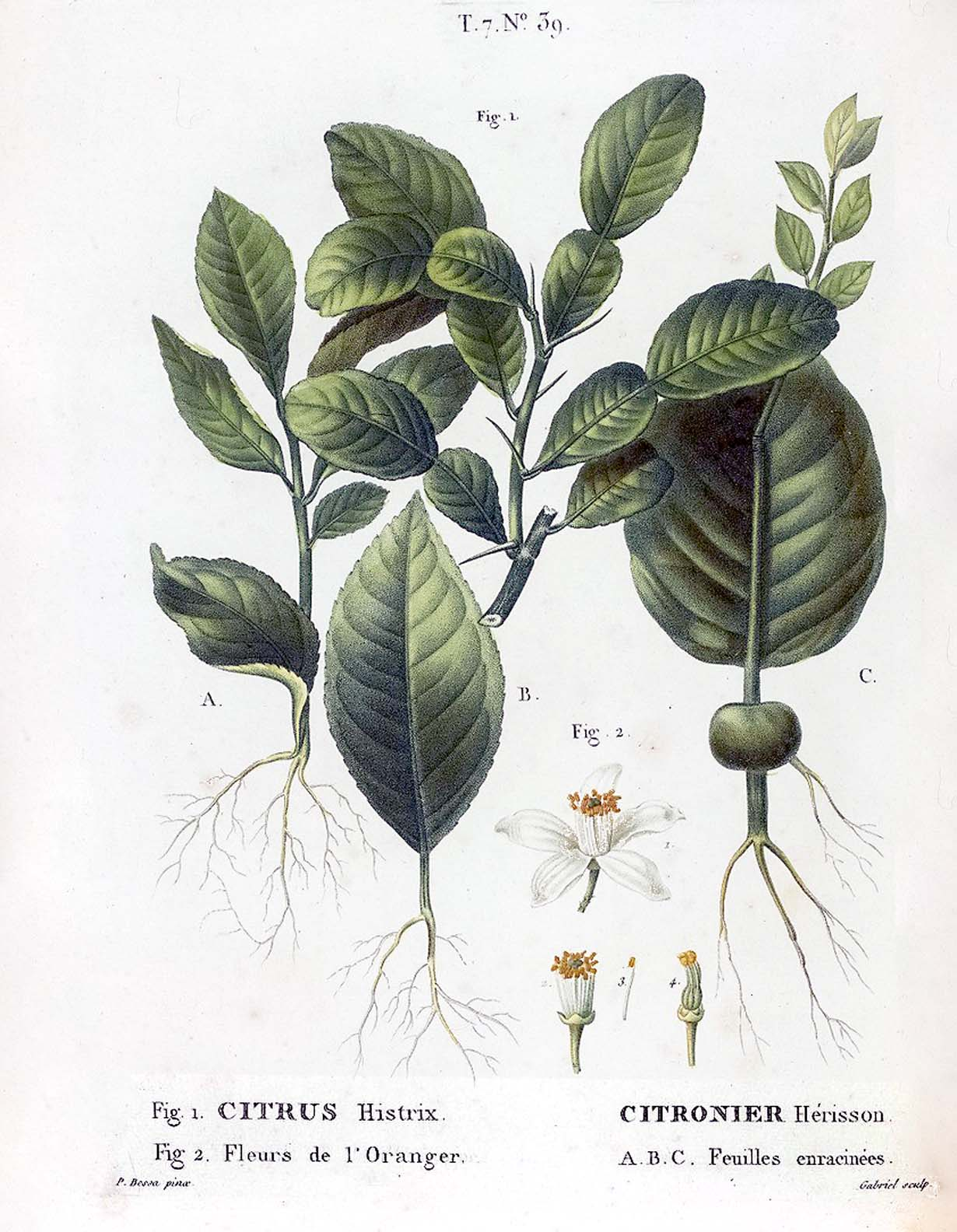
Le citronnier hérisson du Nouveau Duhamel avec enracinement d'un feuille.

En 1816, le combava était cultivé vendu par la pépinière Audibert, près de Tarascon. En 1825, Gaetano Savi l'acquiert à son tour et l'introduit au jardin botanique de Pise. Sa présence à La Réunion est relatée depuis son introduction. En 1902, La Réunion envoie de la « très bonne » liqueur de combava à l'Exposition Coloniale. Le mot combava entre visiblement dans le français dans la décennie 80 du XXe siècle pour devenir fréquent au XXIe siècle.
Jusqu'à la publication d'Henri Chapot (1952), Le Combava, Citrus de la Réunion et de Madagascar, la systématique est confuse, y compris l'orthographe longtemps Combara chez Rafinesque, Guillaumin, Swingle, jusqu'à l'adoption de Combava par Paul Hubert en 1912,. Risso et Poiteau (1818) en faisaient une variété de Limettier doux. Le combava est longtemps confondu avec Citrus macroptera dont il est génétiquement très proche.
Le combava apparaît dans les textes anglophones sous le nom de kaffir lime en 1868, à Ceylan où frotter ses jambes avec son jus prévient des morsures de sangsues. La dénomination est également incertaine dans cette langue : en 1871, Cyclopædia of India and of Eastern and Southern Asia la nomme sweet lime of the Moluccas : lime douce des Moluques et ajoute qu'elle est cultivée en Inde.

## Dénomination

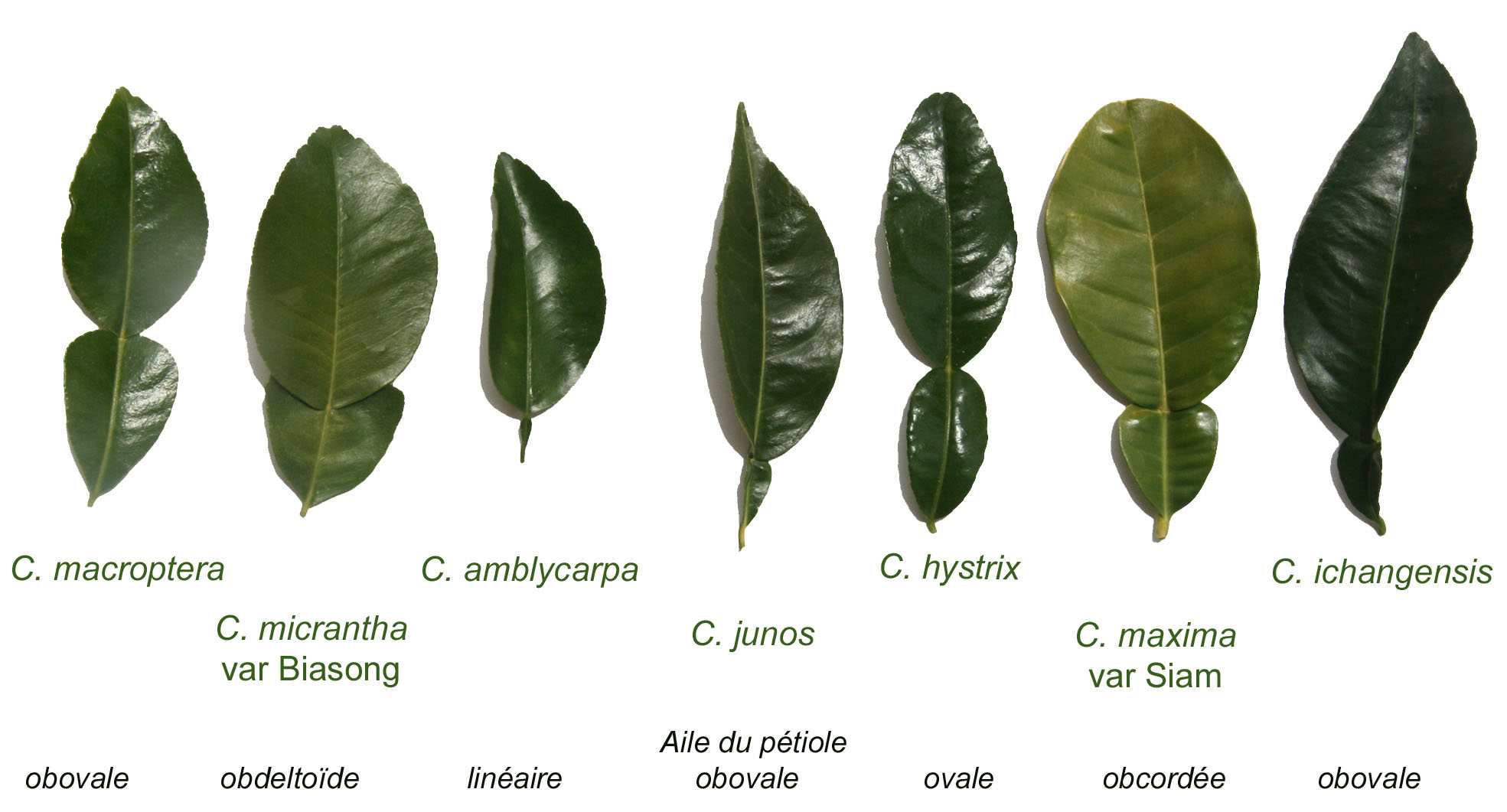
Ailes ovales de la feuille de combava comparée à d'autres agrumes dont C. micrantha dont le gout est réputé proche

Le nom binomial Citrus hystrix donné par De Candolle signifie agrume épineux, hystrix est le nom latin du porc-épic chez Pline,. Il existe de nombreux synonymes dont Citrus combara Raf..
L'anglais kaffir lime est fréquent. En 2014, une campagne fut menée aux États-Unis pour que cesse l'usage de ce nom au profit de ceux de k-lime ou de makrut lime. Kafir, de l'arabe كافر (kāfir), infidèle, est méprisant, offensant et raciste en Afrique du Sud où il désignait les Noirs de la Cafrerie,. Elle est parvenue à augmenter l'usage de makrut mais kaffir lime reste de loin le terme usuel. Ce nom évoque le néerlandais kaffir limoen, qui donne l'allemand Kaffir Limette, le hongrois Kaffir citrom,. Selon certains auteurs l'origine serait un terme neutre: le portugais cafre, introduit dans cette langue au XVIe siècle, qui désignait simplement les habitants de la Cafrerie ou encore les bantous.
Makrut provient du thaï มะกรูด (makrūd). Le caractère piquant de la plante n'a pas échappé au chinois : 箭叶橙 (jiàn yè chéng), littéralement flèche/feuille/orange (fruit), 箭叶橙 (jiàn yè chéng) épée/feuille/orange et 馬蜂橙 (mǎfēng chéng) frelon orange, il est produit dans le Yunnan et le Guangdong.
En indonésien (pays d'origine) jeruk puruk, jeruk purut à Java, juuk purut à Bali, lime purut en Malaisie. En 1811, Gallesio décrit des agrumes d'Amboine (n° VI et VII) à la feuille à pétiole ailé très prononcé dont le n°VII nommé lemon purrut, djura purrut. Il le rapporche de lemo agrestis ou papeda que Rumphius a trouvé à Amboine. Miquel en 1859 crée l'espèce C. papeda à partir de Limo agrestis vel Papeda Rumph. et Loosjes en 1876 nomme Djěrouk pourout le C. papeda Miq.. Il s'ensuit jusqu'à nos jours une confusion autour d'un genre ou sous genre papeda fourre tout d'agrumes amères qui regrouperait le Combava, C. micrantha et de nombreux agrumes japonais.
C. hystrix est assimilé à C. micrantha, papeda est coupé en C. cavaleriei et C. hystrix, Swingle (1943) crée lui aussi 2 sous genres de papeda, le papeda avec Citrus latipes et C. ichangesis et le sous-genre papedocitrus avec C. hystrix, C. macroptera, C. micrantha et C. celebica. Il lui reste le nom de Mauricius papeda. Peter Jansen Wester qui a été le premier à décrire de visu les agrumes philippins (1915), donne à C. hystrix le rang d'espèce avec 2 représentants:  Cabuyao = C. histrix et Cabuyao C. histrix var. torosa cabuyao.

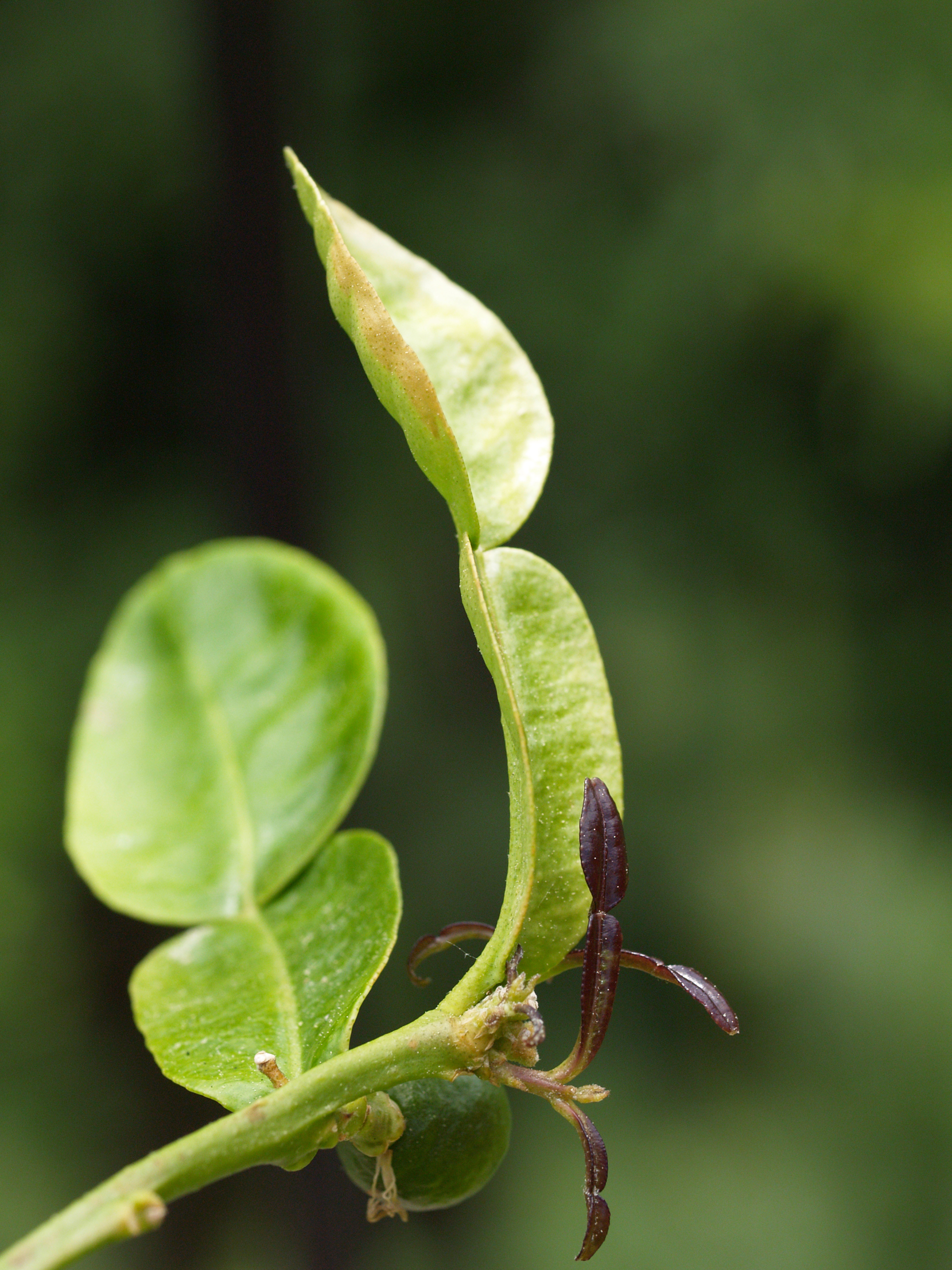
Jeune feuille de combava

## Description

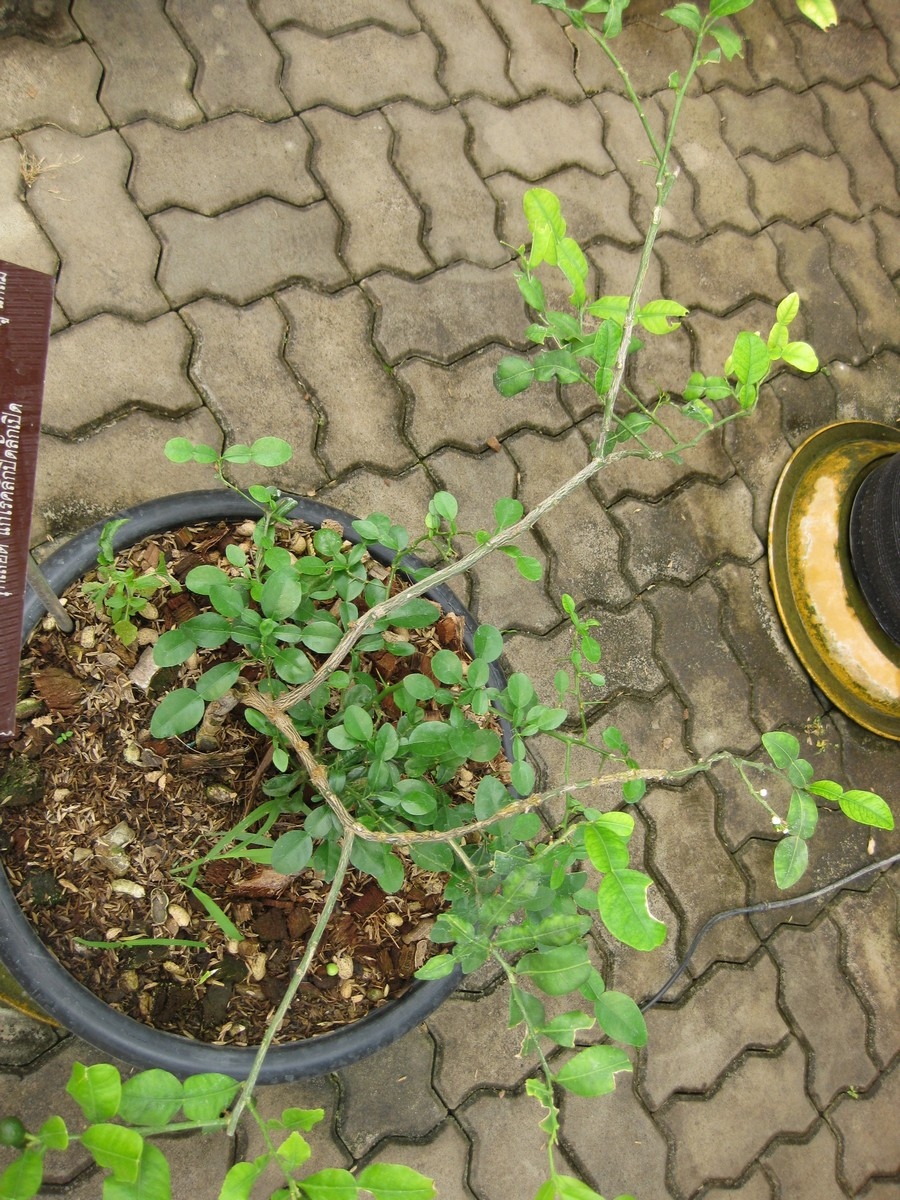
Jeune arbre combava en pot, Jardin botanique de la reine Sirikit, Thaïlande

L'arbre de petite taille (3 à 6 m. de haut, 2.5 à 3 m. de large) est épineux, ses feuilles (7.5–10 cm de long) ont le pétiole largement ailé des papeda.
Les fleurs sont petites, parfumées, blanches avec un calice cuspidé à 4 lobes, blanc à frange violette, 4 ou 5 pétales ovales-oblongs, blanc jaunâtre teinté de rose et 24 à 30 étamines. Le fruit est sphérique (diamètre de 4 à 6 cm) avec une écorce grumeleuse épaisse caractéristique et un bec très net. Cette écorce est vert foncé à l'état immature quand il est commercialisé; elle vire au vert jaunâtre à maturité. La chair est vert jaunâtre et très acide. Il est parfois confondu avec la bergamote (fruit du bergamotier) dont le goût est totalement différent.Le fruit et la feuille sont  riches d'une huile essentielle fortement parfumée, d'un parfum rappelant la citronnelle. « Le fruit globuleux est verruqueux et a quelque peu l'odeur de mélisse» écrit le Bulletin du Jardin colonial et des jardins d'essai des colonies françaises de 1911.
Le combava n'est pas une plante domestiquée, mais une plante sauvage cultivée dont il existe des hybrides et mutants naturels

### Phylogénie
Dans une analyse en composantes principales des génomes de 92 agrumes, une équipe franco-brésilienne (2019) situe le combava à proximité de kumquat marumi (Fortunella japonica); du citronnier épineux (Poncirus trifoliata) et du buis de Chine (Severina buxifolia), proche du primitif cédrat dont il constitue un cluster distinct aux côtés du macroptère (Citrus macroptera),. Dans sa thèse (2022) P. Tiyara analyse de 5 marqueurs ISSR d'une collection d'agrumes indonésiens, ils distinguent 2 groupes: le premier autour de C. jambhiri qui est différent du second Nasnaran (C. amblycarpa) et combavas (C. hystrix).

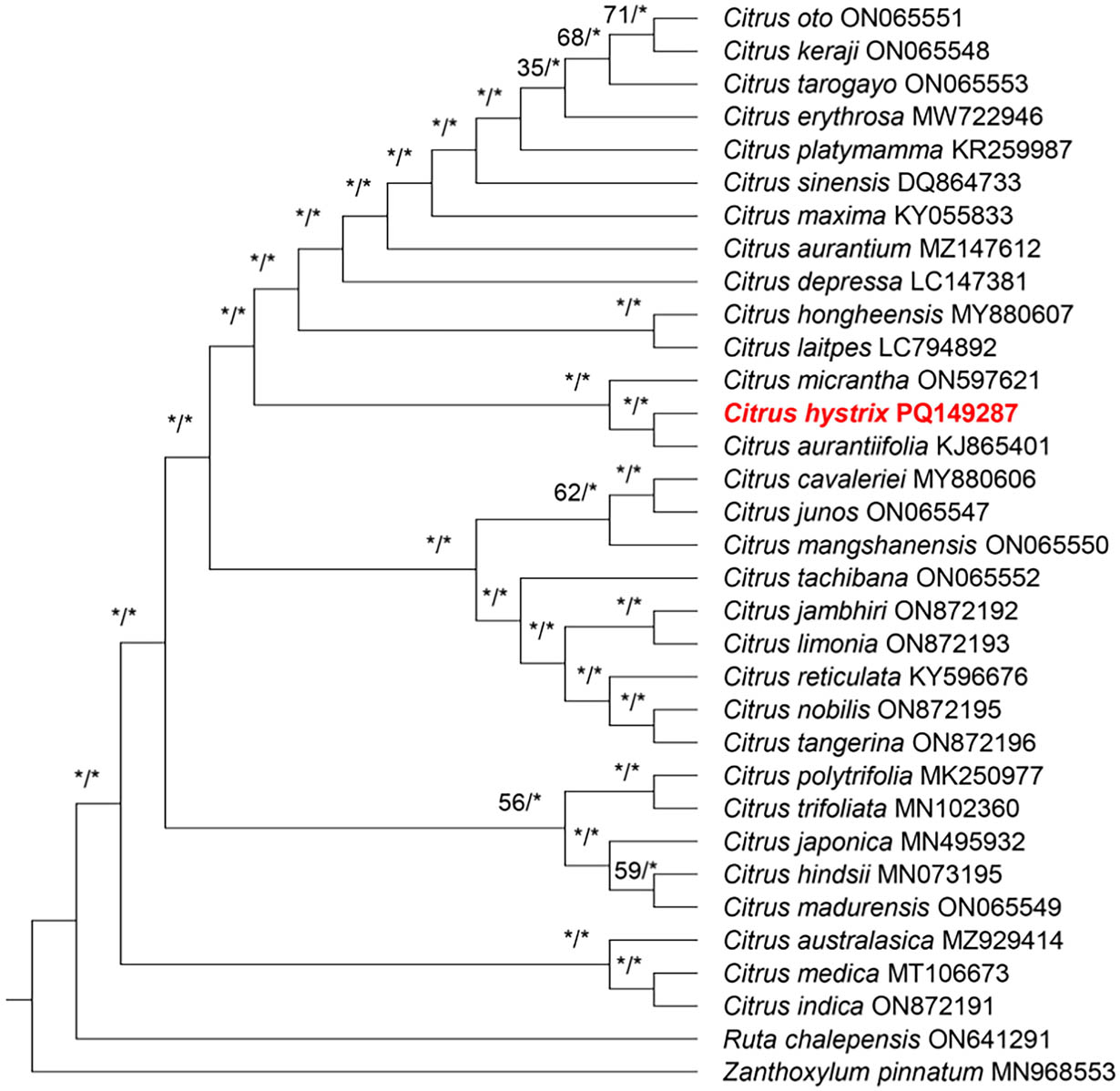
Phylogénie du combava chez Wan Shuan Lee et al. (2025) sur la base du plastome complet

En 2024 le plastome complet de C.hystrix (159 893 pb) est publié par une équipe malaise. Il contient 132 gènes, dont 87 gènes à séquence codante. L'analyse phylogénétique de la séquence complète montre une relation étroite avec C. aurantiifolia, dans le clade commun avec C. micrantha (agrume sauvage des Philippines).

### Hybrides et cultivars
- Jeruk purut Manis (combava doux) est une espèce endémique de la province d'Aceh, districts de Gunci et Banda Baro, en voie d'extinction. La morphologie des deux plantes est différente (tige, branche et structure de la feuille) avec un coefficient de similarité faible. Les différentes publications académiques supposent un degré de parenté éloignée[44].

- Monte Sumbawa est une variété typique de la région de Sumbawa largement utilisé dans la cuisine locale. L'HE est majoritairement composée de linalol (57,8 %) avec des aromatiques mineurs spécifiques[45].

## Utilisations

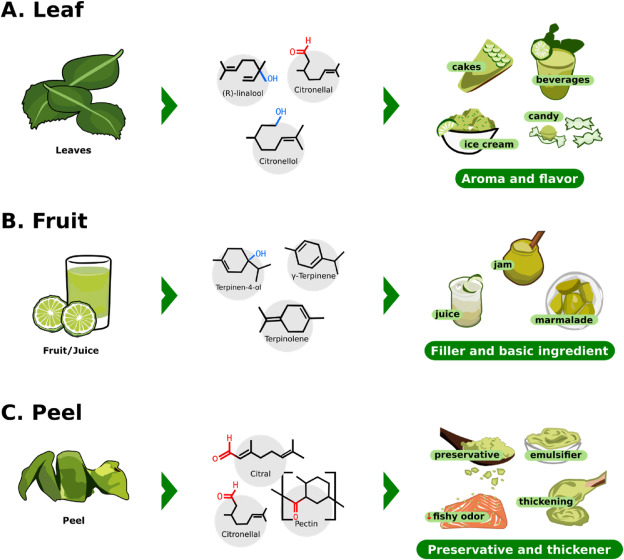
Utilisations alimentaires du combava chez Rahmat Budiarto et al. (2024)

### Parties de la plante utilisées
- La feuille de combava (parfois feuille de citron kaffir) est un condiment usuel dans la cuisine de l'Asie méridionale, et du sud de l'océan Indien, dont les Mascareignes, aux Philippines, en Indonésie, en Malaisie, en Thaïlande, au Cambodge, au Viêt Nam, etc.[47],[25]. Depuis la décennie 2010, son utilisation est devenue fréquente en Grande-Bretagne sous l'influence du green curry du chef Jamie Oliver largement médiatisé, et de par le monde chez les restaurants thaïlandais[48].
- Le fruit est utilisé pour son zeste, pour son jus, et aussi entier confit. À la Réunion, il est essentiel pour la préparation du rougail tomates qui accompagne les carrys[39].

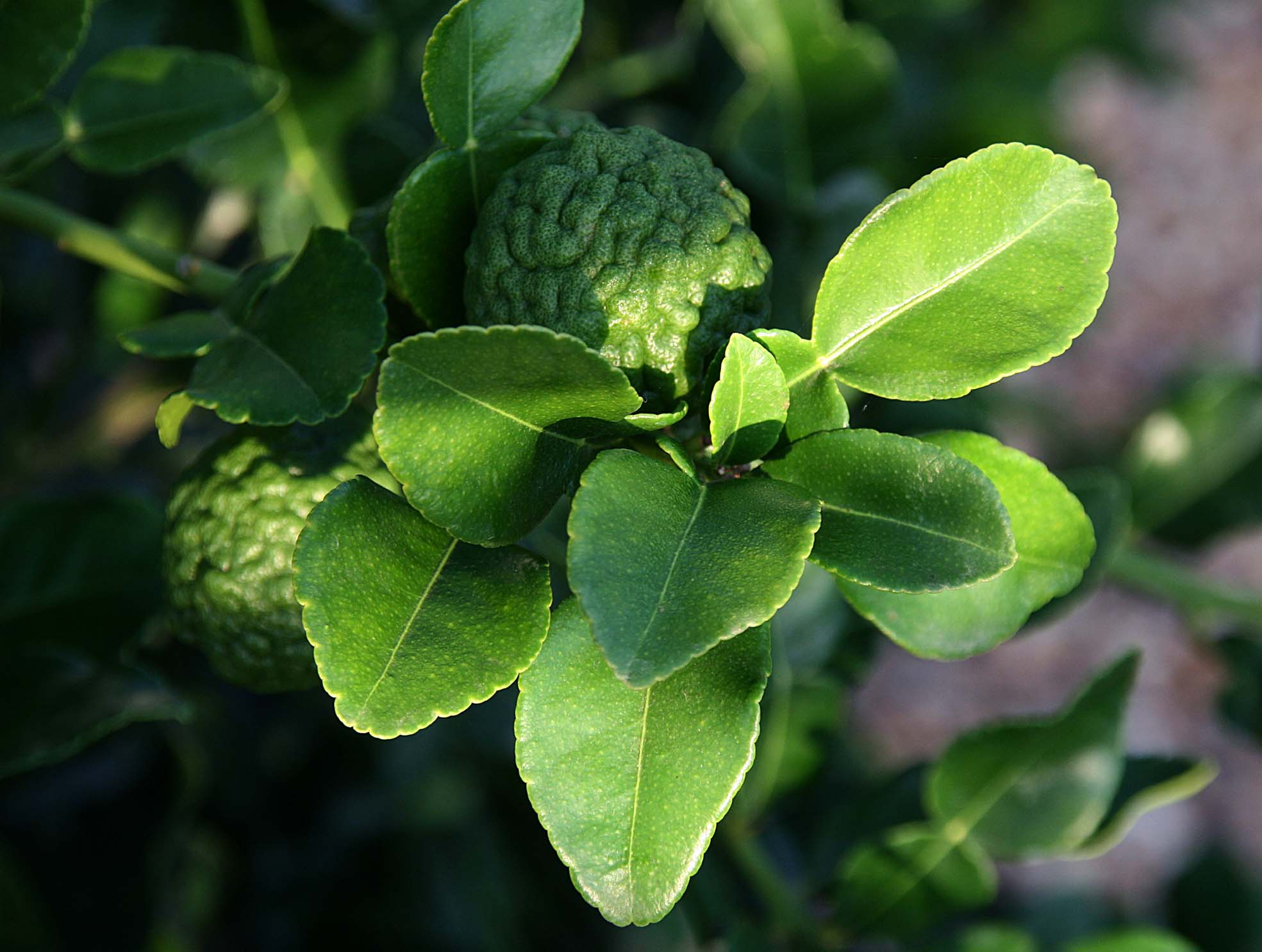
Les feuilles fraiches, puissamment aromatiques, s'utilisent crues ou dans les cuissons.

La principale utilisation de la feuille et du fruit du combava est comme aromate en cuisine. En Indonésie à l'est de Java, le Sambal pecel (id) est une sauce épicée aux arachides et au combava, en Thaïlande les Tom Yum se font au comvaba. Les industries développent des gâteaux et les desserts avec des extraits de combava comme exhausteurs d'arômes.

### Utilisation pharmaceutique
En médecine traditionnelle asiatique, les extraits de combava sont utilisés en cas d'affection pulmonaire et de maux d'estomac. L'huile essentielle est stimulante : en aromathérapie, elle soulage la dépression et le stress ; les compresses des massages thaïlandais contiennent du combava. Margaret Landon (1949) parle d'un bain rituel thaï dans l'eau chaude avec des feuilles de combava.

L'extrait de combava a montré (2005, 2017) une activité anti-proliférative de cancers humains ou murins, la concentration inhibitrice médiane IC50  mesurée sur des cellules de carcinome de la bouche humaines leucémiques du rat était légèrement supérieure pour le fruit que pour la feuille,,. Une brève communication japonaise (2009) avait signalé la présence dans les feuilles (y compris après 10 min. de cuisson) de deux dérivés de la furanocoumarine, l'époxypeucedanine et l'époxybergamottine qui sont des anti-mutations, ils inhibent l'enzyme hépatique (cytochrome P450) qui active le mutagène.

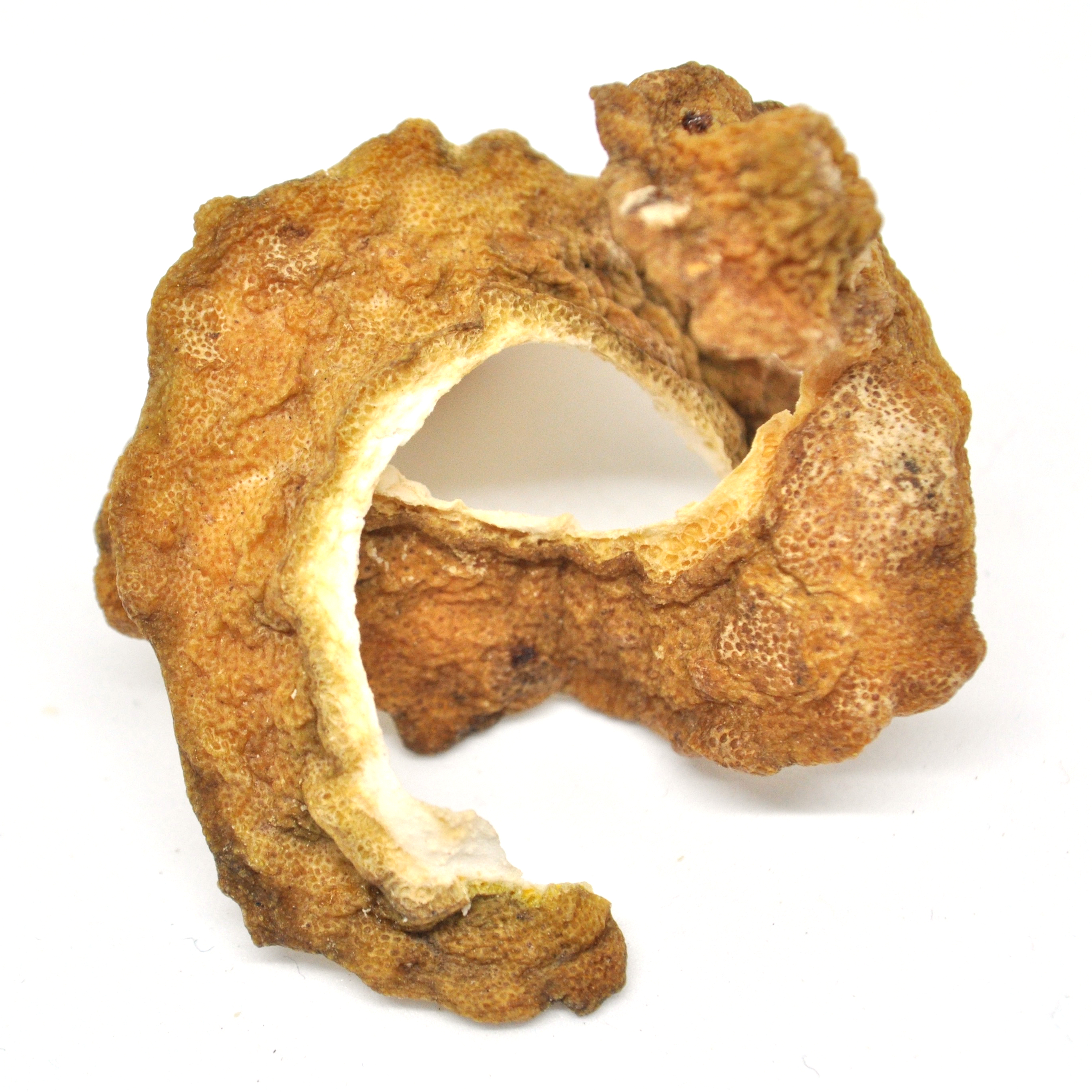
Écorce sèche de combava à Madagascar

Depuis 2017, les publications académiques se multiplient sur une capacité antioxydante de la feuille, du zeste et du jus, antidiabétique et hépato-protectrice,, : chez le rat, l'extrait de feuille de combava réduit considérablement l'hépato-toxicité du paracétamol. Chez le rat hypercholestérolémique l'extrait alcoolique de zeste réduit sensiblement la cholestérolémie totale. Certains de ses composés phytochimiques soumis à des études précliniques montrent des effets antibactériens, antifongiques, anticancéreux (dont le cancer du sein triple négatif), chimiopréventifs, antioxydants, anticholinestérases, cardio et hépatoprotecteurs (2013),. Parmi les composés bioactifs importants de C. hystrix sont les coumarines, les flavonoïdes, les acides phénoliques et les terpénoïdes, la que la bergamottine est un composé coumarinique à fort potentiel en médecine (Abirami et al. 2014 ).

Une publication indonésienne (2020) montre que le jus a un pouvoir anti-oxydant (flavonoïdes et  vitamine C) du même ordre que le jus d'orange. Une publication thaïlandaise fait état la même année de la découverte d'un puissant anti-inflammatoire - l'agrostophillinol - dans la feuille. In vitro sur des cellules humaines les extraits de combava protègent de la sénescence neuronale induite par le glucose et améliorent les fonctions des cellules neuronales. 

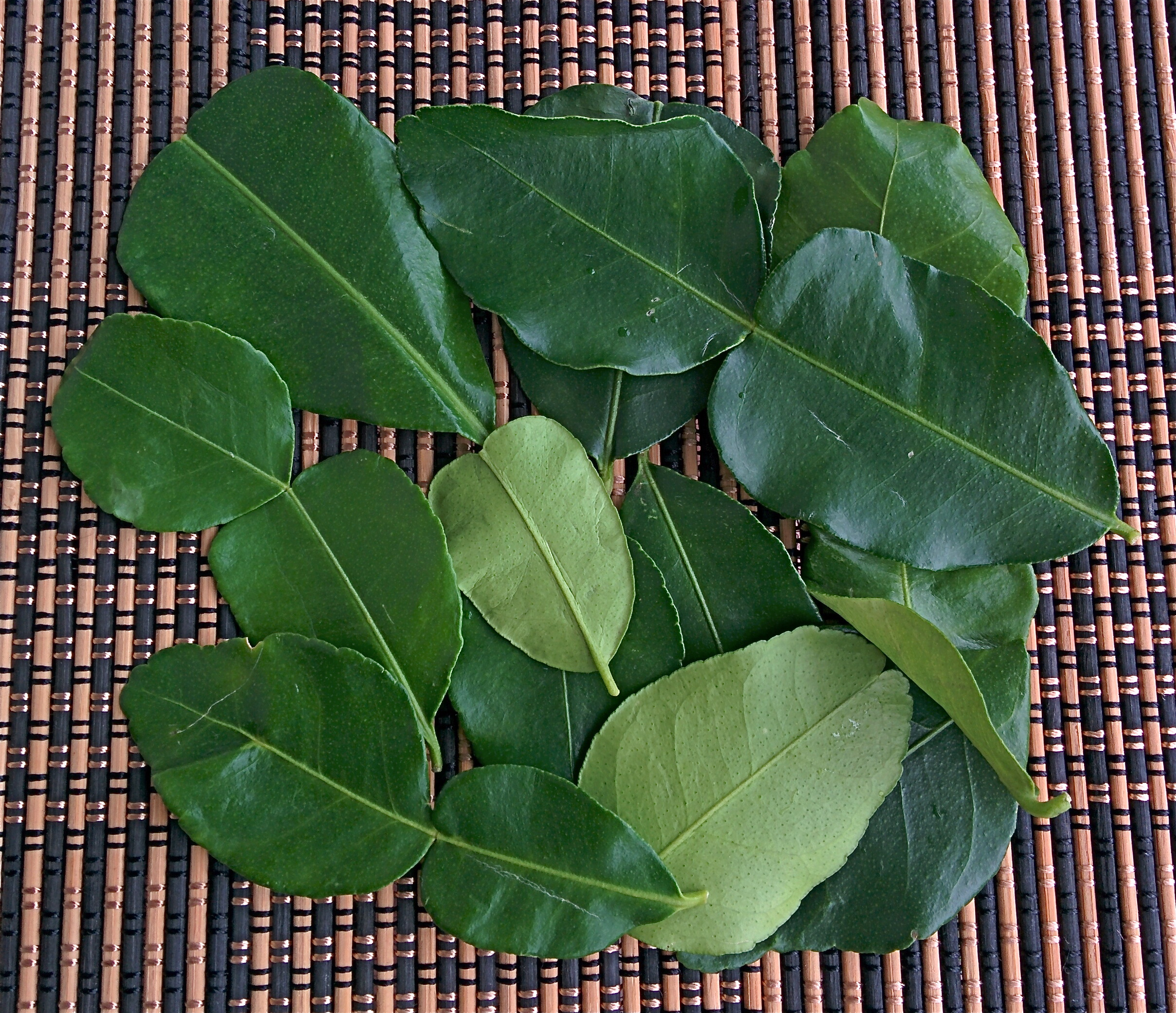
Feuilles fraiches

### Utilisation antibactérienne et fongicide

#### Antibactérien
L'huile essentielle crue présente un large spectre d'inhibition contre les bactéries gram-positives dont le Staphylocoque doré et Listeria monocytogenes, les levures et moisissures, ce qui la rend précieuse pour le préservation des aliments,. In vitro, la macération de feuilles pulvérisée dans l'alcool inhibe le plus efficacement la croissance de Staphylococcus aureus à une concentration de 20%. Un essai indonésien (2021) montre qu'une concentration plus faible (6.25%) est suffisante quand il s'agit d'huile essentielle (extraction à la vapeur d'eau). Concernant Bacillus cereus (souvent mentionné dans les infections nosocomiales), une publication indonésienne (2021) l'extrait alcoolique est efficace in vitro à une concentration de 6,25 % (p < 0,05) et au-delà, la concentration d'extrait et la zone d'inhibition de croissance sont en relation directe.
Cette activité antibactérienne est également démontrée chez les pathogènes du système respiratoire (Streptococcus pneumoniae notamment) et les bactéries causes de l’acné : les Propionibacterium acnes. À noter une publication rapportant l'inhibition de Vibrio cholerae par des micro-capsules d'huile essentielle de combava (2012). L'extrait de feuille de combava (dilution 12.5 et 25%) a une action antibactérienne contre la croissance des bactéries Porphyromonas gingivalis in vitro.

#### Fongicide

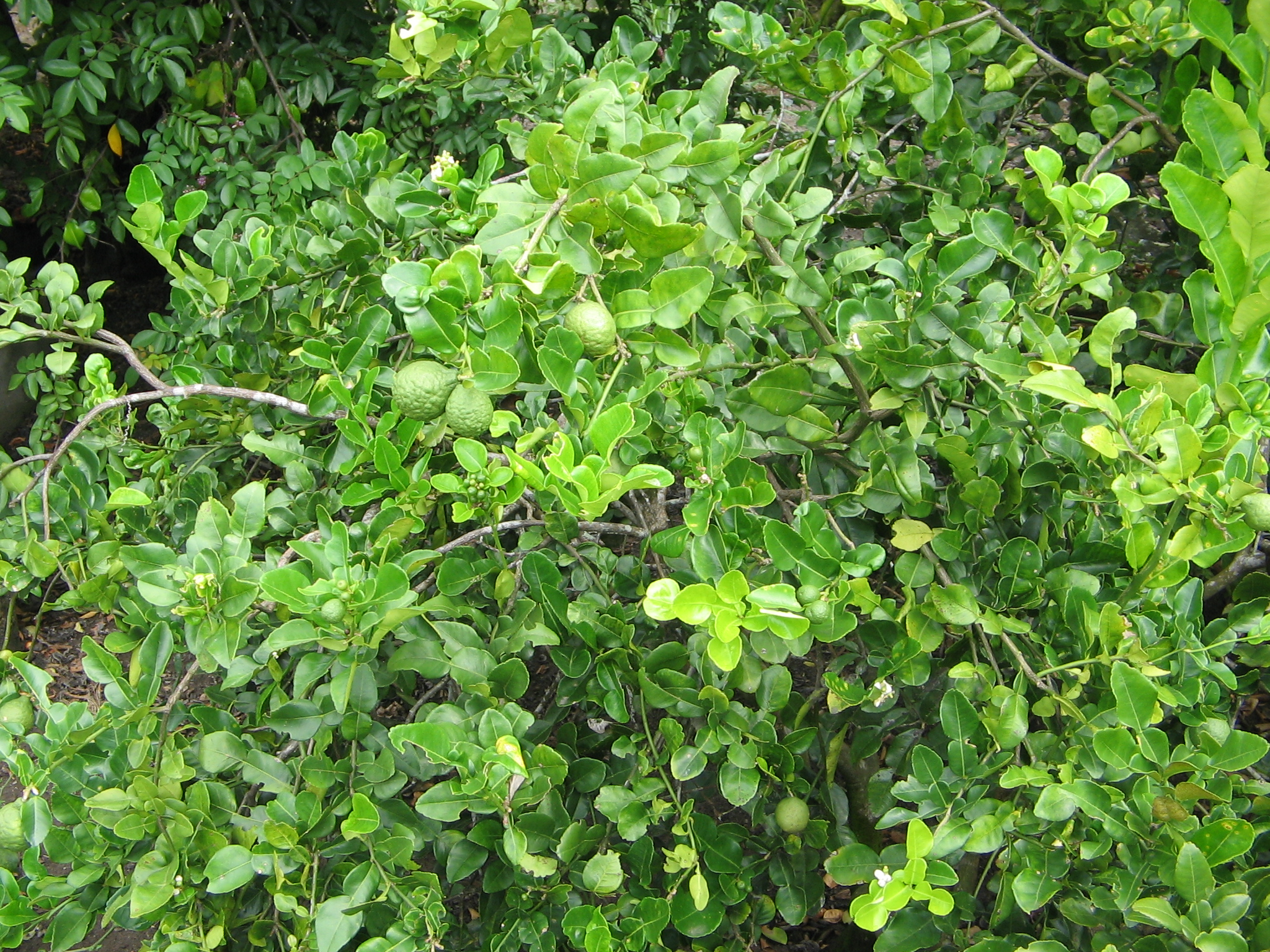
feuilles et fruits

In vitro, la microémulsion faiblement dosée (1,08 mg / ml) d'huile essentielle de feuilles de combava dans l'eau présente une puissante activité antifongique contre Trichophyton mentagrophytes var. interdigitale (champignon de la teigne fréquent chez les animaux). Elle est active contre  Aspergillus niger (moisissure noire des fruits et légumes) et Candida albicans (candidoses des muqueuses digestive et gynécologique humaines).
La microémulsion d'huile de feuilles de combava est stable entre à 4 °C et 30 °C pendant 1 mois, instable à 45 °C.

#### Insecticide
L'huile essentielle est insecticide, un bio larvicide efficace et un acaricide,. L'extrait alcoolique de feuilles de combava peut être utilisé pour l'éradication de Aedes aegypti, l'huile essentielle de la feuille (petit grain de combava) est un répulsif contre le moustique Aedes aegypti, l'huile essentielle de fruit est plus efficiente contre Anopheles minimus.
Lors de tests réalisées en Nouvelle-Zélande (2001) l'huile essentielle de combava extraite par distillation vapeur a montré un faible pouvoir de répulsion et une très faible persistance (durée de protection) contre divers moustiques comparé à la citronnelle ou au DEET. Les recherches actuelles (Indonésie, 2021) portent sur la concentration létale contre les larves de moustiques Aedes aegypti de l'huile essentielle extraite de la peau du fruit utilisée comme bio insecticide.

### Utilisation comme répulsif, déodorant et cosmétique
Le jus du combava, comme celui du citron, sert à débarrasser les mains ou les couteaux des odeurs ; ajouté au bain, il élimine les odeurs corporelles,.
En Asie tropicale, la feuille et le fruit servent aussi de shampoing. Le jus est utilisé en Malaisie pour adoucir la peau.
Le zeste serait utilisé par les populations rurales d'Asie du Sud-Est (Cambodge, Thaïlande, Laos) pour repousser les serpents.

## Production

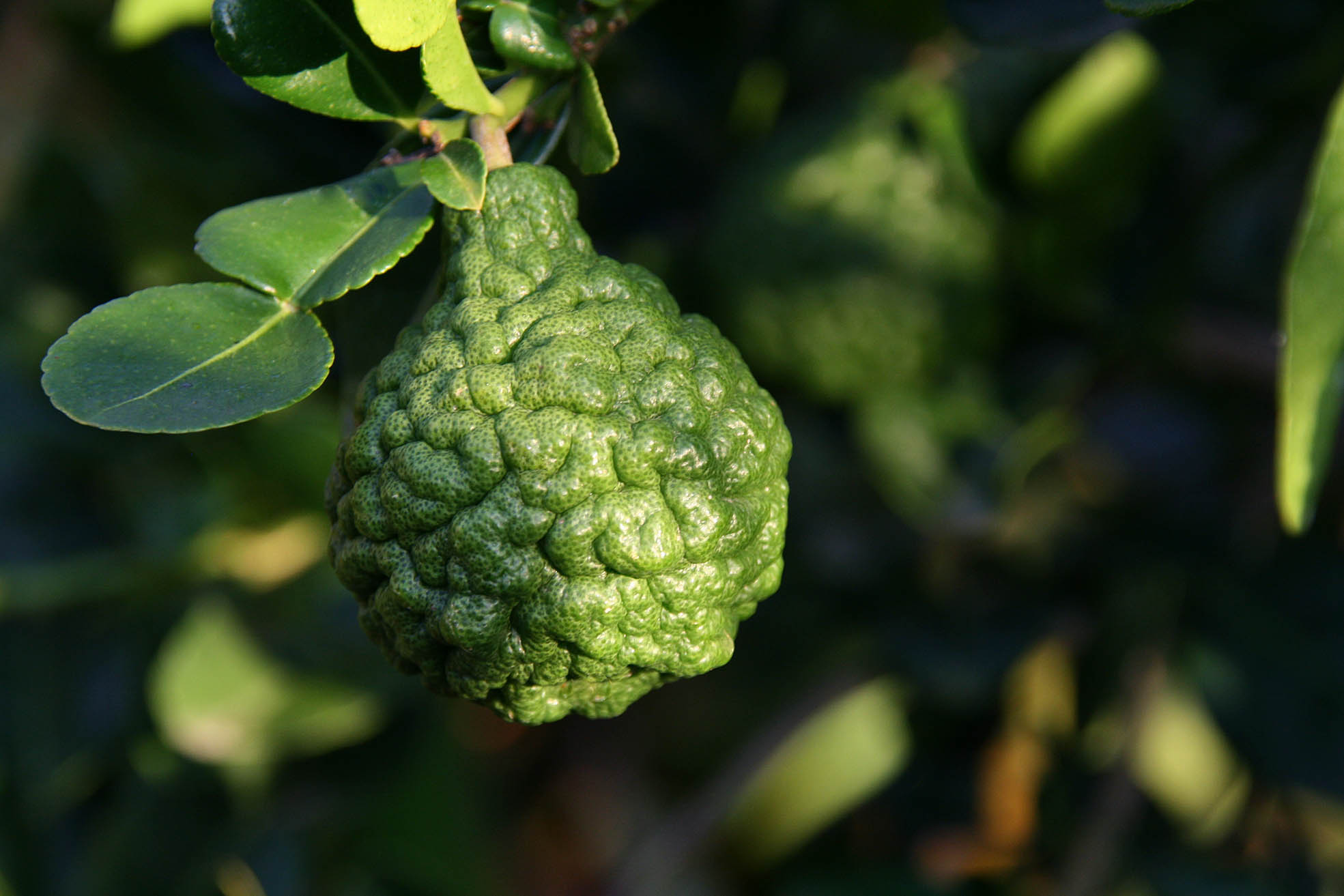
Le fruit vert a une peau granuleuse caractéristique, 5 cm de diamètre et 40 g. lors de la commercialisation.

Le combava est produit dans les pays tropicaux consommateurs : la Thaïlande, l'Inde, l'Indonésie. Dans l'Union européenne le Portugal qui se trouve dans l'espace de libre circulation de végétaux européen (à la différence de La Réunion) distribue des feuilles fraîches accompagnées d'un certificat phytosanitaire.
Une publication indonésienne détaille la production dans la Tulungagung (est de Java) où 2 080 ha donnent 8 300 t. de feuilles par an (40000 arbres par ha avec 100 g. par arbre [environ 120 feuilles]), le fruit n'est pas demandé. La récolte en 2 saisons de 2 mois est totalement manuelle, le marché est celui du frais comme aromate et la production de l'huile essentielle de feuille par extraction à la vapeur.
En climat tempéré, le combava est cultivable en pot, sa rusticité est faible : zones USDA 10 a à 11, éviter le gel,.

### Culture

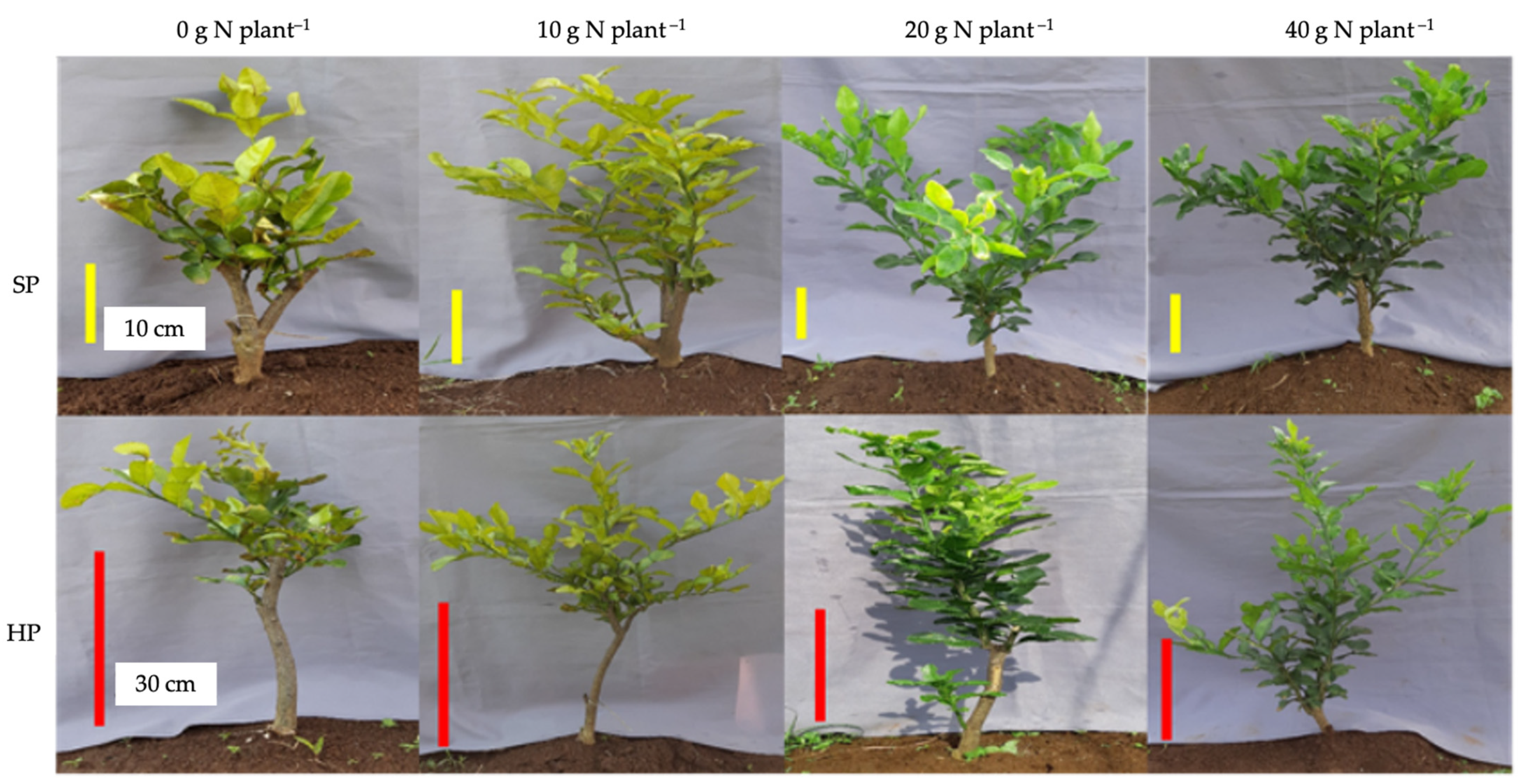
L'élagage de bas du tronc et l'apport d'engrais azoté stimulent la production de feuilles vertes dans des conditions d'ombrage doux.

Ont été mis en évidence (2023) 3 facteurs favorables pour obtenir une végétation vigoureuse et productive en feuille: une lumière moyenne (ombrage doux, « la modification de la culture sous un faible ombrage (réduction de la lumière d'environ 23 %) peut produire un stress bénéfique, augmentant le taux de croissance et le rendement des feuilles de combava de 84 et 63 % respectivement »), taille de la plante dégageant 30 cm de tronc au-dessus du sol, et enfin une fertilisation azotée riche.

## Les huiles essentielles

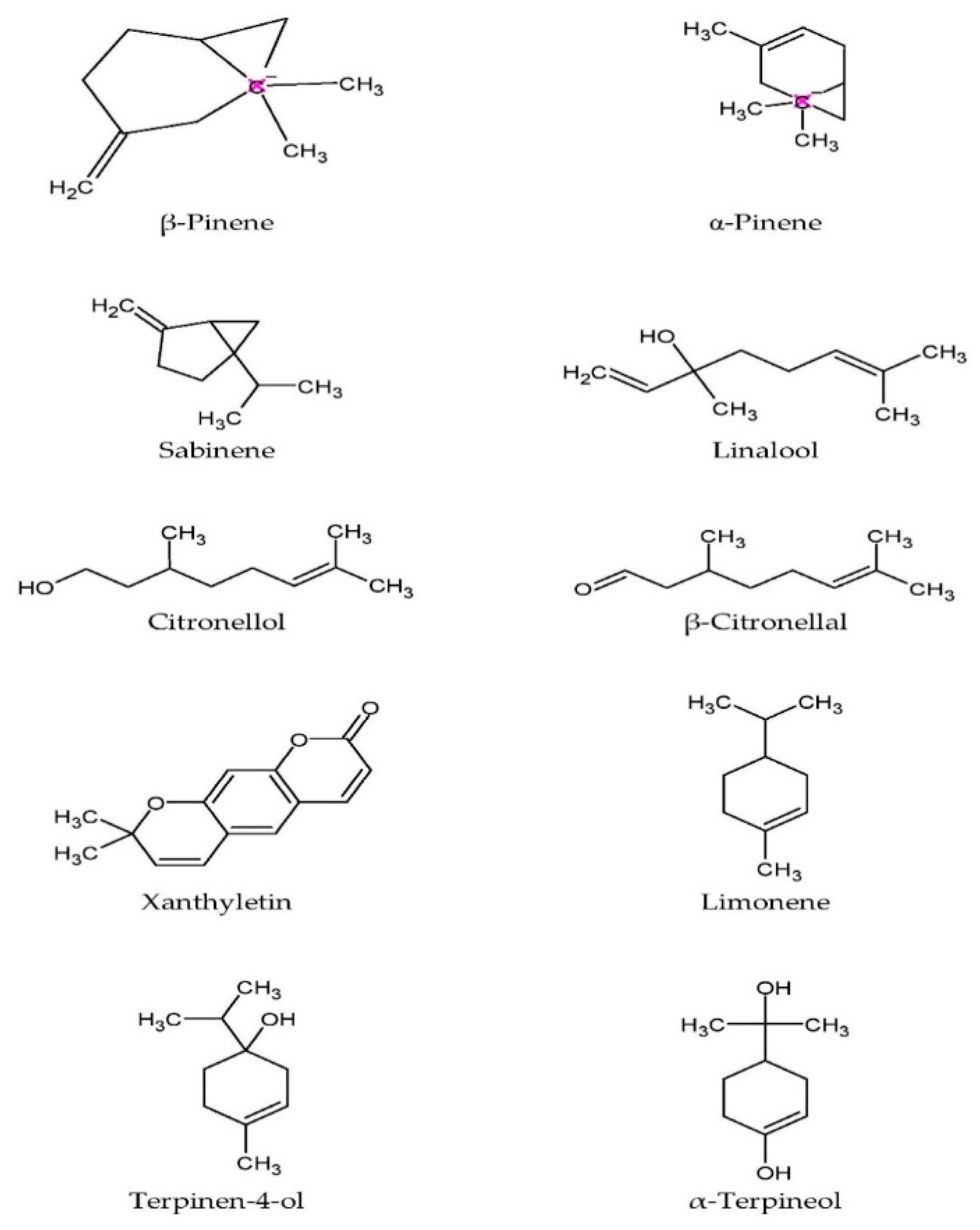
Structure moléculaire des principaux composés phytochimiques de C. hystrix

### Essence et petitgrain
L'huile essentielle est extraite soit de la feuille (petitgrain de combava) soit du zeste (essence de combava). Même si le parfum sui generis du combava, dû aux fortes concentrations de citronellol, de limonène et de nérol, se retrouve dans toutes les parties de la plante, la composition de ces 2 extraits est différente (et variable selon la saison de récolte, les conditions agro-climatiques, le stade de maturité, et les conditions d'extraction),.
L'huile essentielle de feuille, petitgrain de combava, est très riche en citronellal (de 61 à 81 % selon les sources, à noter que la culture des arbres sous ombrage léger réduit le taux de citronellal), β-citronellol (13 %) et  limonène (6 %). Un analyse d'H.E. extrait par solvant et résine XAD-2 (2007) donne les pourcentages suivants des composés caractéristiques du parfum : citronellal 75 %, trans-β-caryophyllène 3,4 %, β-citronellol 2 %, trans-geraniol 0,3 %.
En revanche, dans l'essence de combava (zeste du fruit) le citronellal n'est présent qu'à 8 à 23 % alors que dominent le D-limonène (16 à 40 %), terpinene-4-ol (14 à 19 %) et α-terpinéol (13 %), avec présence de β-pinène (16 à 32 % contre 0.1 dans la feuille) et sabinène (16 à 20 % contre 2 dans la feuille),,,,,. Une publication polonaise (2023) donne le sabinène (32 %) comme principal composant obtenu par hydrodistillation devant le β-pinène (26 %) et le limonène (19 %), une publication thaï donne dans les 4 principaux composants le β-phellandrène (22,7 %).
L'analyse de l'huile essentielle extraite du fruit par chauffage micro-ondes sans solvant (méthode éco-responsable) donne 45 % de β-pinène,18 % D-limonene, 18 % citronellal, 5 % terpinen-4-ol et enfin 2 % d'α-pinène,. Une publication cambodgienne (2023) qui donne les ordres de grandeur des principaux composés volatils avec hydrodistillation: terpinène-4-ol (19 %), β-pinène (16 %) et du D-limonène (15,6 %) indique qu'avec l'hydrodistillation, seule l'huile essentielle a été extraite de l'écorce alors que les composés phénoliques (anti-oxydants) restent dans le résidu solide d'écorce.
Akihama (1985) décrit le parfum du petit grain de combava comme un mélange d'huile de citronnelle et d'huile de lime, Muhammad Nor (1992, 1999) le classe comme aldéhydé, typé agrume, floral et légèrement épicé, l'essence elle est florale et fruitée, fortement épicée avec une odeur proche du citron avec un fort caractère de melon.

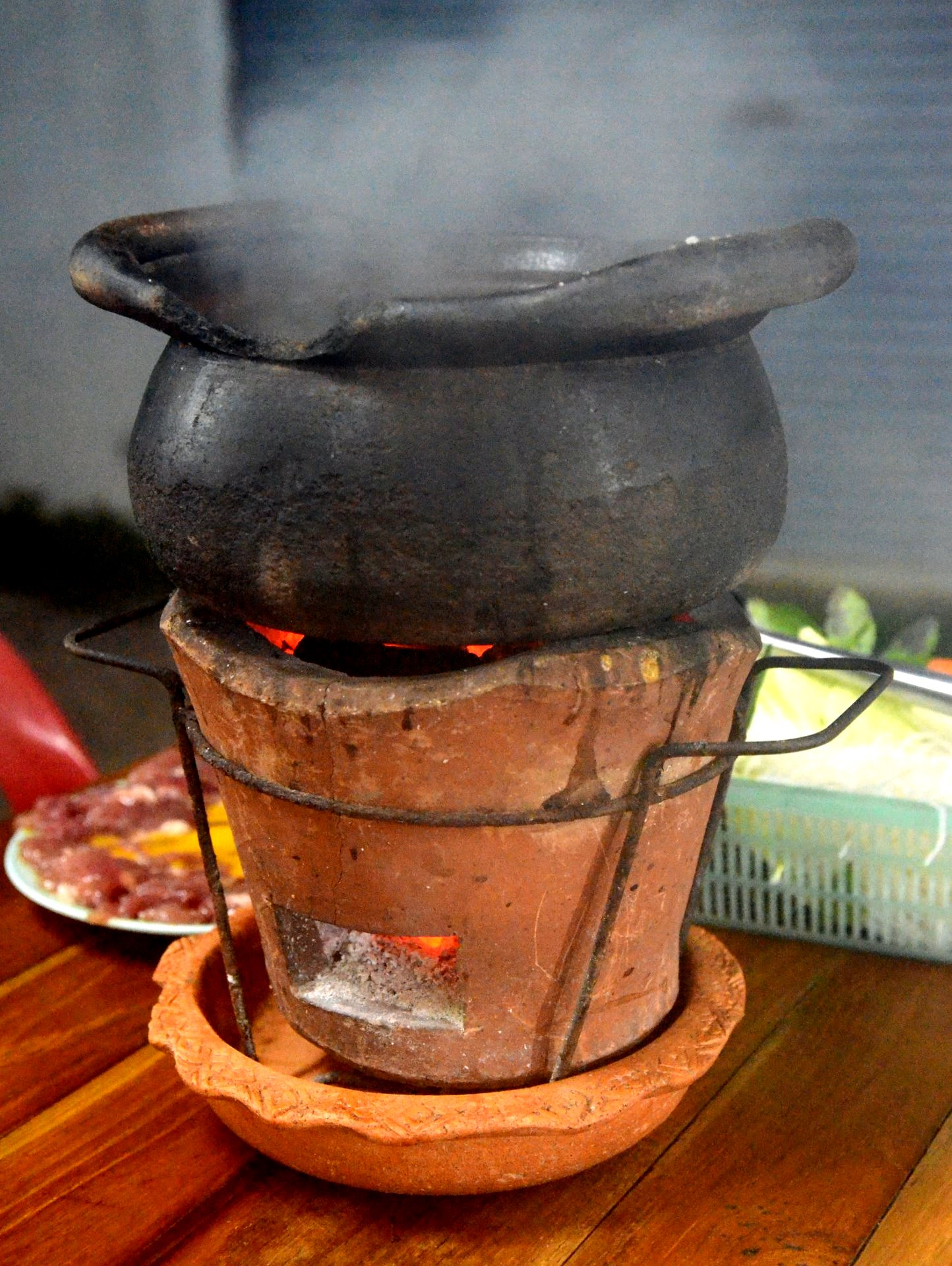
Chim chum thaï (thaï :จิ้มจุ่ม), poulet ou porc cuit avec du galanga, basilic thaï, citronnelle et les feuilles de combava

#### Influences agroclimatiques sur la qualité de l'huile essentielle de combava
Une étude comparative menée en Indonésie sur l'huile essentielle de feuille de combava (2021) a montré une forte variabilité selon le climat et le sol : le rendement en HE varie du simple au double (1,5 à 0,78 %) en corrélation avec les précipitations, le carbone organique du sol, le pH du sol et les niveaux de macronutriments (azote, phosphore, magnésium). Le contenu en citronellal est considérablement affectée par le lieu de culture, directement corrélé avec le pH réel du sol. Celui de citronellol diminue avec l'intensité des précipitations annuelles, l'altitude et le pourcentage relatif de caryophyllène.

#### Méthodes d'extraction
Les techniques d'extraction font l'objet de publications académiques abondantes et régulières. La méthode d'extraction est importante car elle affecte  (spécialement la température et le prétraitement, broyage, déchiquetage) significativement la qualité et la quantité d'huile essentielle produite. Une publication indienne (2020) récense 5 méthodes traditionnelles (hydrodistillation, turbo-hydrodistillation, extraction en phase vapeur, extraction par solvants organiques, pression à froid) et 7 innovantes (Extraction fluide supercritique, subcritique, subcritique par CO2, assistée par ultrasons, assistée par micro-ondes - la plus faible en consommation d'énergie - et l'hydro diffusion gravitaire assistée par micro-ondes - pas de solvant, écologique et durable).
La méthode d'extraction influence le rendement et la composition: l'hydro-distillation donne un rendement de 1.1% moyen, l'extraction à la vapeur peut aller jusqu'à 4% et au-delà sous pression. Les autres méthodes (solvant, fluide supercritique, etc.) ne semblent pas employées hors des laboratoires. En Europe, la méthode SFMA (extraction par micro-ondes sans solvant) qui produit une huile essentielle aussi proche que possible de celle naturellement présente dans la plante est utilisée à petite échelle,,,.
Elle se fait à partir de feuilles séchées (5 jours maximum à température ambiante) ou de feuilles fraiches.

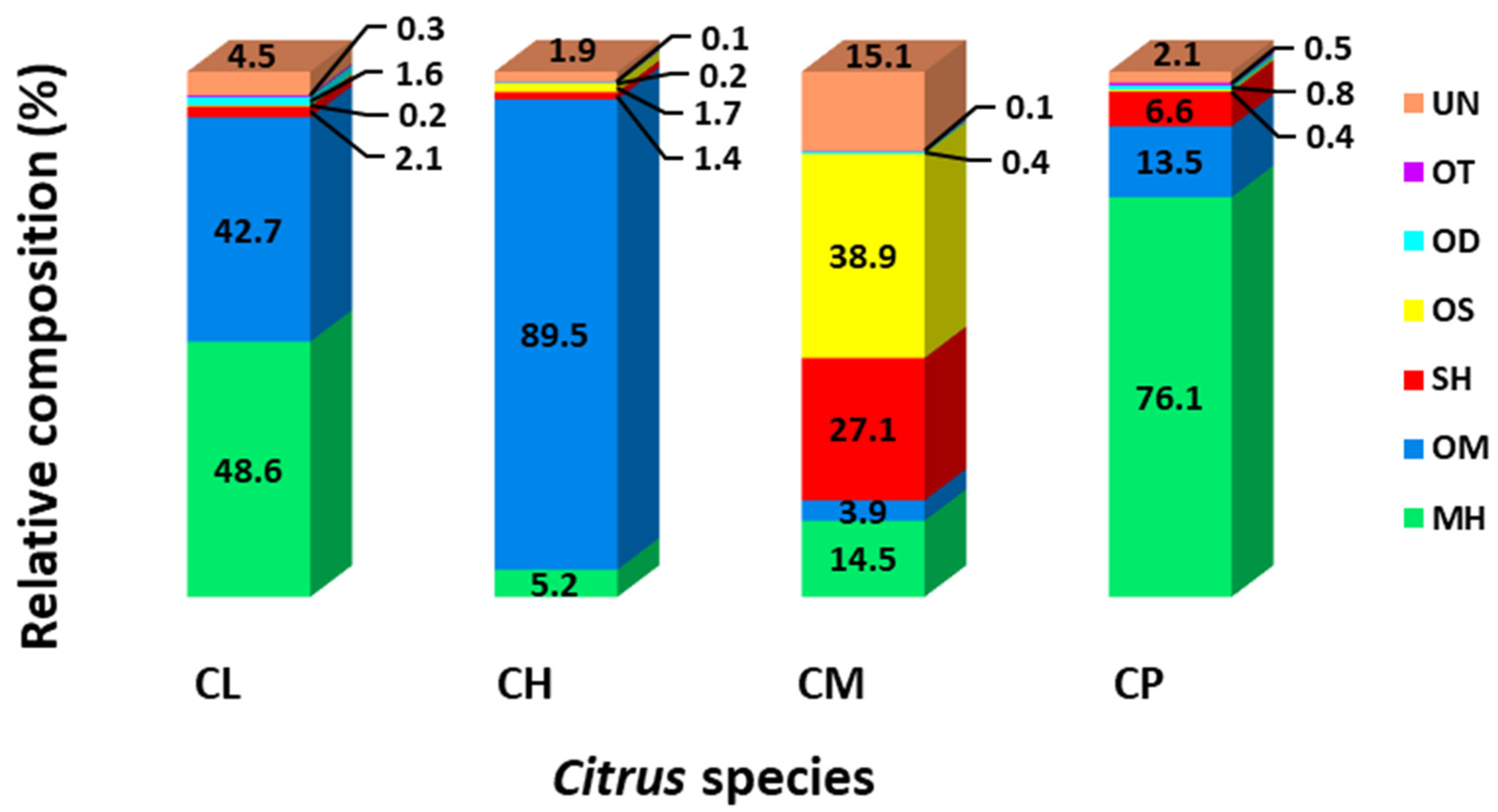
Compositions comparée des H.E. de feuilles : C. limon (CL), C. hystrix (CH), C. microcarpa (CM) et C. pyriformis (CP). L'H.E. de combava est caractérisée par son énorme proportion de monoterpènes oxygénés

#### Utilisation de l'huile essentielle de combava
L'huile essentielle est utilisée dans les industries pharmaceutique (arthrite), agronomique, alimentaire, sanitaire, cosmétique (les points noirs, la peau grasse, effet blanchissant sur la peau), les courbatures et la fatigue et de la parfumerie,,. Diluée à 4% de concentration cette huile essentielle est un déodorant corporel naturel.
Elle est donnée pour insecticide et larvicide, antioxydante et sédative, antibactérienne, antimycosique, anti leucémique, inhibitrice de tyrosine, antitussive, anti inflammatoire, anti proliférative. Elle inhibe l'oxydation des HE pauvres en limomène. Elle est antibactérienne, des travaux thaïs (2023) ont démontré son pouvoir bactéricide (total en 12 h) sur des Staphylococcus aureus multirésistants à la méthicilline.
L'huile essentielle de combava est toxique pour l'escargot Pomacea canaliculata, elle constitue une alternative naturelle comme molluscicide.

#### Allergies - toxicité
Les huiles essentielles de combava se caractérisent par le grand nombre de constituants, notamment les aldéhydes (41 dans la feuille, 29 dans le fruit), des cas de photodermatites étendues attribuées au psoralène photosensibilisant ont été signalés chez des randonneurs (1999),.
Une expérimentation (2015) in vivo sur des souris conclut «Aucun des extraits de feuille de combava n'a montré d'effet toxique aigu. Les extraits de feuilles de cette plante présentent une certaine activité antipyrétique et une activité anti-nociceptive significative sans induire de toxicité perceptible».

#### Conservation

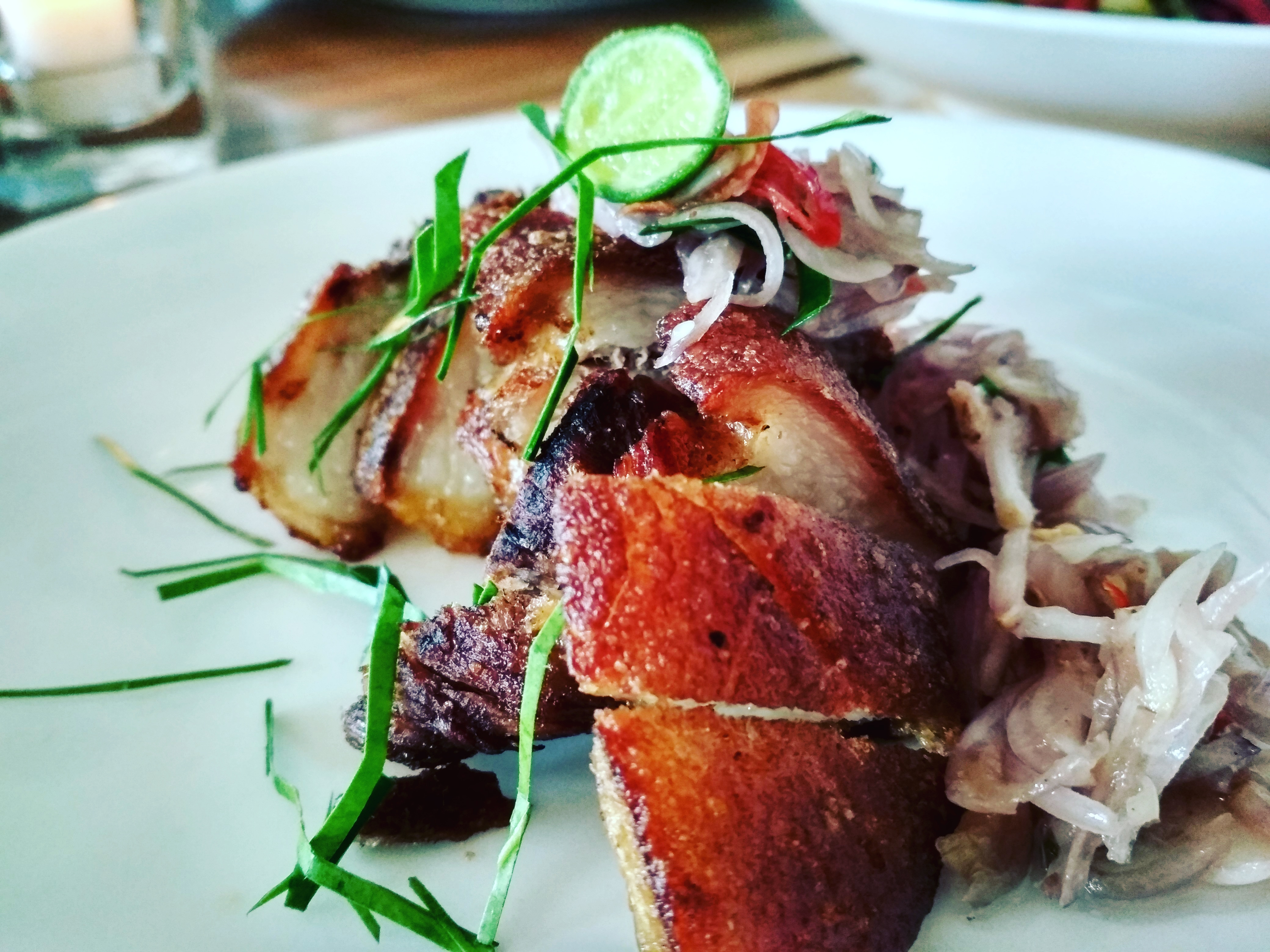
feuilles en fines lanières sur du porc rôti, plat d'Indonésie

Avec le temps le parfum de l'huile essentielle de combava évolue : avec l'oxydation le contenu en citronellal diminue rapidement au profit de divers monoterpènes. Les panels de consommateurs préfèrent une huile essentielle de 2 ans dans les produits de parfumerie ou cosmétiques, alors que les huiles jeunes conviennent mieux à l'alimentation.

## Anthologie
- Constant Le Tellier, Nouvelle géographie élémentaire, Paris Belin, 1817[119].

« Les îles de Lomboe et de Combava sont situées à l'E. de celle de Baly. Elles n'offrent rien de remarquable. »

- Clément Daruty de Grandpré. Plantes médicinales de l'île Maurice et des pays intertropicaux, comprenant un formulaire thérapeutique. 1886[120].

« Dartres (Sirop contre): Suc de feuilles de Caca poule 360 grammes. Jus de Combava 180 grammes. Sucre quantité suffisante. Faites un sirop s. a. et faites prendre une cuillérée à bouche 3 fois par jour. »

- Institut national d'agronomie de la France d'outre-mer. L'Agronomie coloniale : bulletin mensuel du Jardin colonial Le Combava de la Réunion.  Paris, Impr. nationale, Ministère des colonies. Novembre 1913[121].

« Sur la demande du Jardin Colonial, M. G. Picon a bien voulu faire rechercher, par le docteur Ch. Schmitt, s'il serait possible d'utiliser les écorces de fruits de Combava de la Réunion, dans la fabrication des liqueurs.
L'essence que l'on peut extraire de l'écorce des fruits du Combava de la Réunion, par entraînement, au moyen de la vapeur d'eau, est constituée, en majeure partie, par du limonène, hydrocarbure peu toxique, mais sans valeur au point de vue aromatique. Elle contient en outre des traces de thuyone. [ ] L'Académie de médecine, consultée, a émis un vœu tendant à l'interdiction des essences renfermant de la thuyone, cétone à laquelle les hygiénistes attribuent les effets pernicieux de l'absinthe. Il y aurait donc déjà un obstacle sérieux à l'emploi en distillerie, de l'écorce de ce fruit. Les essais physiologiques ont été effectués sur une teinture au 1/5, confectionnée suivant les prescriptions du Codex français. Ils ont montré, que la dose mortelle pouvait être évaluée à 8 centimètres cubes par kilo d'animal, ce qui fait de la teinture de Combava un liquide dont l'absorption est sensiblement moins dangereuse que celle de l'absinthe. »

## Galerie

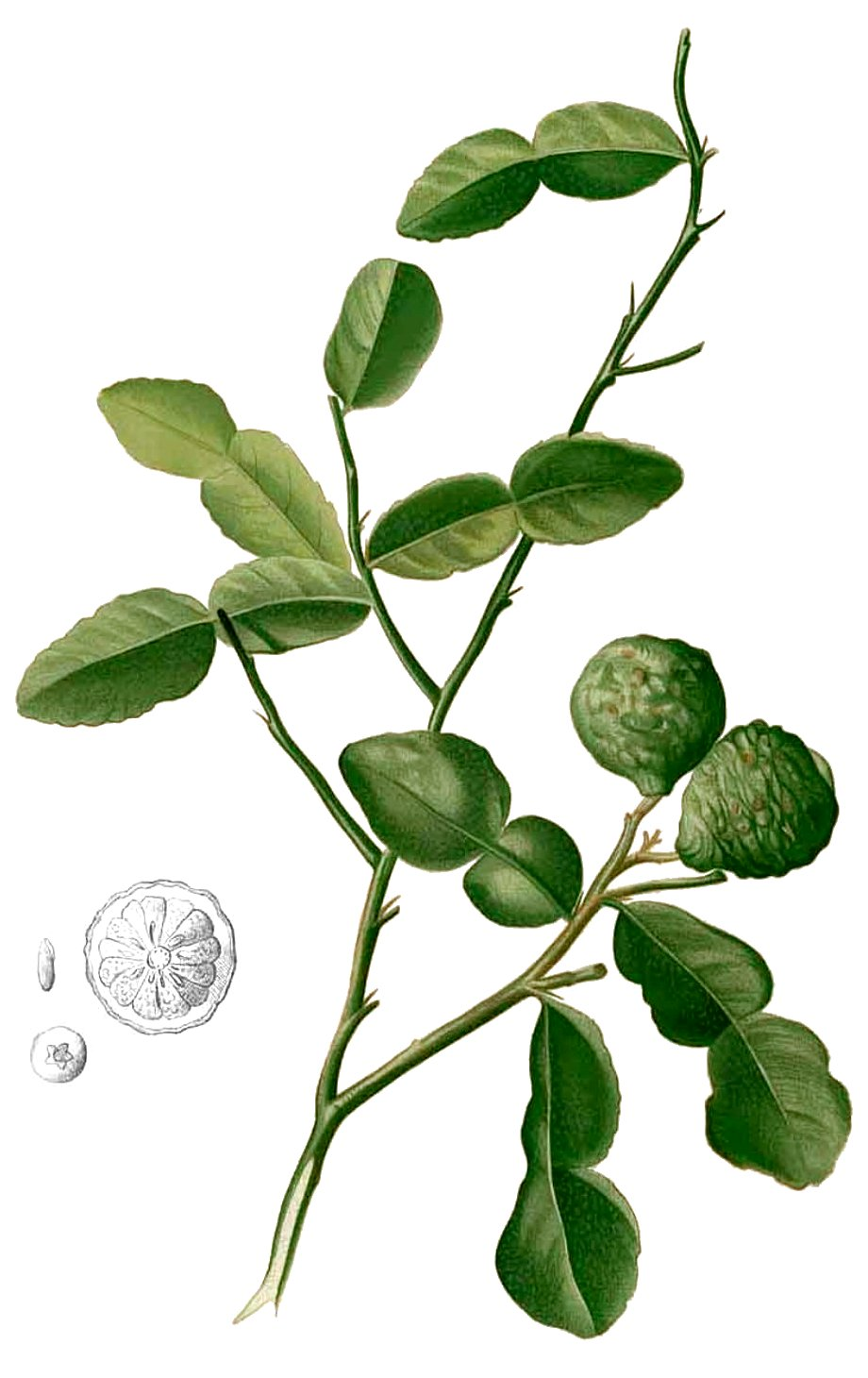
Feuilles et fruits.
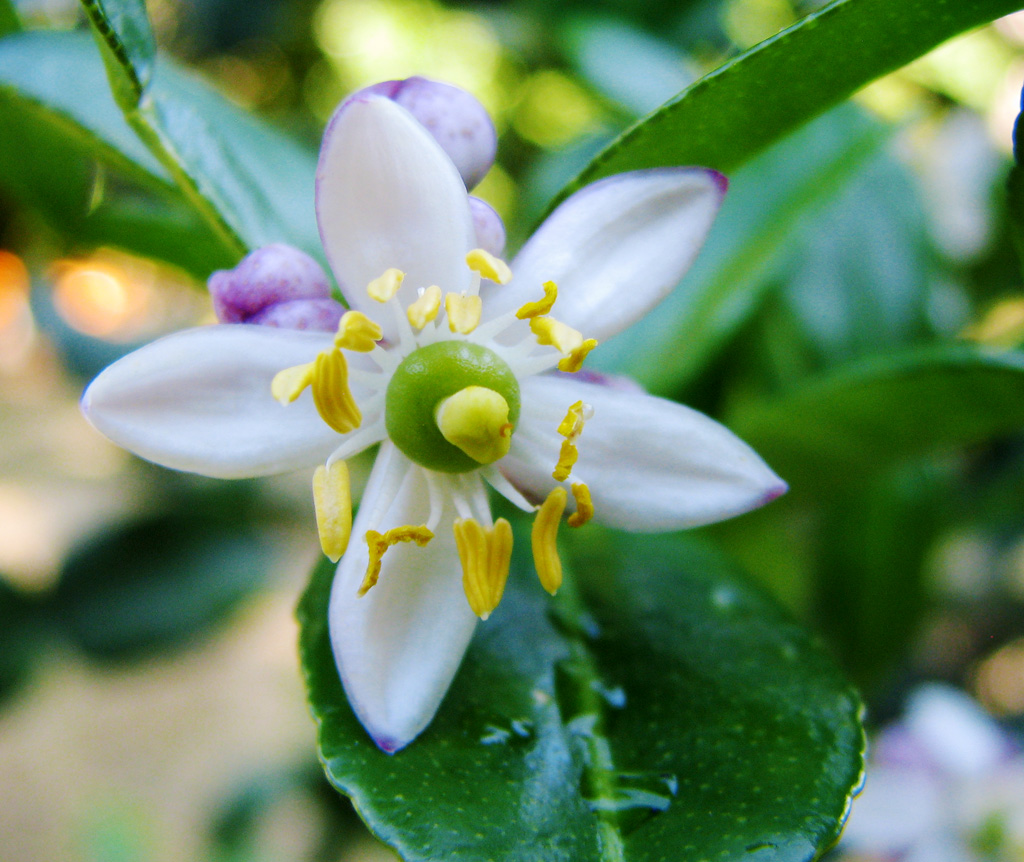
Fleur de combava.

### voir aussi
- Olharfeliz art. Combava
- Association des producteurs européens de feuilles fraîches de combava